# József Rippl-Rónai
József Rippl-Rónai (ur. 23 maja 1861, zm. 25 listopada 1927) – węgierski malarz.
József urodził się w 1861 roku w mieście Kaposvár. W wieku 19 lat wyjechał do Budapesztu, gdzie rozpoczął studia na wydziale farmacji. Po ukończeniu studiów w 1885 roku, wyjechał do Monachium w celu studiowania na Akademii Sztuk Pięknych. Po dwóch latach studiów otrzymał stypendium, dzięki któremu wyjechał i osiedlił się w Paryżu. W stolicy Francji poznał przedstawicieli nabizmu, którzy wywarli duży wpływ na jego późniejsze dzieła. W niedługim czasie rozpoczął pracę nad swoim pierwszym ważnym dziełem. Jego pierwszym obrazem był "Hotel na Pont Aven", jednakże sukces odniósł dopiero w 1894 roku, po namalowaniu obrazu pt. "Moja Babcia".

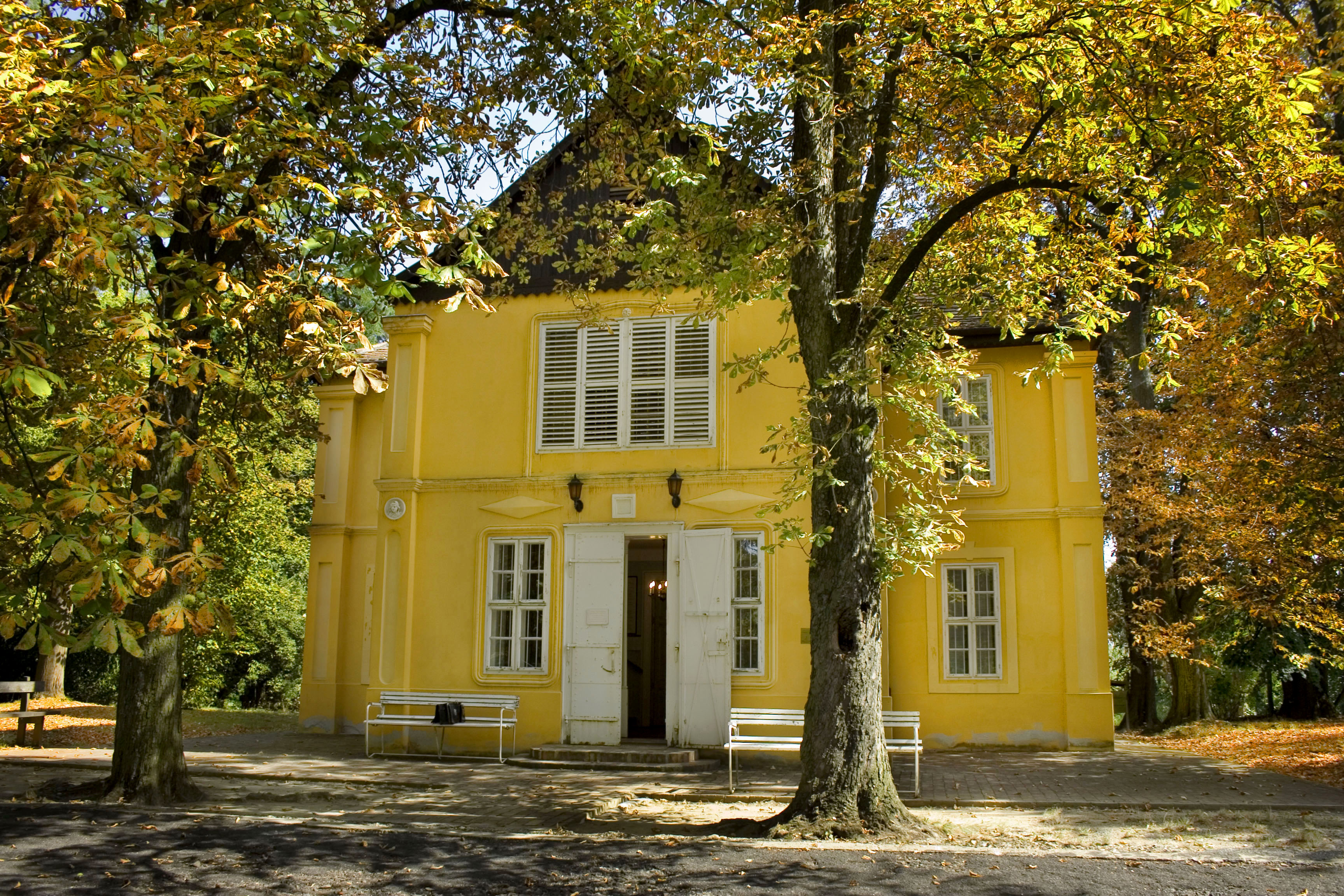
Villa Roma

W latach późniejszych latach wrócił na Węgry, gdzie jego obrazy nie zostały ciepło przyjęte przez krytykę. Oprócz pracy malarza był również projektantem ubrań ponieważ uważał, że "dla artysty ubiór jest tak samo ważny jak jego prace". W latach 1911–1913 odniósł międzynarodowy sukces a jego prace był wystawiane na wystawach malarskich we Frankfurcie, Monachium oraz Wiedniu. Jego ostatnia słynna praca została namalowana 1919 roku. W latach późniejszych żył w swojej willi w Kaposvárze, którą nazwał Villa Roma.
József Rippl-Rónai zmarł w 1927 roku w wieku 66 lat.